# بتروسيف
بتروسيف «الخدمات البترولية للسلامة والبيئة» أو (بالإنجليزية: Petrosafe - Petroleum Safety And Environmental Services)‏ هي إحدى شركات قطاع البترول المصري, والتي تأسست عام 1996 وفقا لأحكام قانون الإستثمار المعدل بقانون ضمانات وحوافز الإستثمار رقم 8 لسنة 1997 كشركة مساهمة مصرية، من أجل خدمة شركات قطاع البترول بالأخص والقطاعات الأخرى داخل مصر لضمان تحقيق أعلى معدلات الجودة في الأداء في مجالات الصحة المهنية والسلامة وحماية البيئة.

## أهداف الشركة
- تحسين مستوى الأداء والفعالية لمعايير ولوائح وقوانين وممارسات الصحة المهنية والسلامة وحماية البيئة ليس فقط في شركات قطاع البترول بل ولكل من يحتاج إلى خدماتنا .
- تقديم المساعدات المطلوبة في سبيل تحقيق التنمية والتحسين .

## نشاط الشركة
الصحة المهنية والسلامة ومكافحة الحريق 
- تنمية معايير الصحة المهنية والسلامة وحماية البيئة
- تجهيز إعداد دليل الصحة المهنية والسلامة وحماية البيئة.
- مراجعات السلامة.
- دراسة الأخطار المتعلقة بالتشغيل.
- دراسات التقييم الكمي والكيفي للمخاطر.
- دراسات تقييم نظم الرقابة على السلامة والصحة المهنية.
- خطط مجابهة الطوارئ.
- تقييم مخاطر الحريق.
- مراجعة وتقييم نظم منع الصواعق والتأريض.
- التصميمات الهندسية الأساسية والتفصيلية لنظم مكافحة الحريق.
- مراجعة وتقييم نظم مكافحة الحريق.
- إعداد كتيبات السلامة للمواد الكيميائية.
- اختبار وقياس والتقييم الفني لكفاءة وكفاية نظم السلامة والصحة المهنية.
- التحقيق في الحوادث.
- إجراء التجارب لمحاكاة حالات الطوارئ المختلفة وطبقاً لطبيعة نشاط المنشأة.

 الخدمات البيئية 
- دراسات تقييم الأثر البيئي.
- دراسات قياس نسبة تلوث الهواء.
- دراسات مراقبة نسبة تلوث الهواء.
- الحد من ومكافحة التلوث.
- المراجعات البيئية.
- خطط التوافق البيئي.
- برامج إدارة المخلفات البيئية.

## وصلات خارجية
- موقع وزارة البترول والثروة المعدنية
- موقع الهيئة المصرية العامة للبترول
- موقع شركة بتروسيف